# Парус (песня Высоцкого)
«Парус. Песня беспокойства» («Беспокойство», по первой строке известна как «А у дельфина…» или «А у дельфина взрезано брюхо винтом…») — авторская песня Владимира Высоцкого. Отдельные элементы песни соединяет общее настроение, при этом отсутствие сквозной сюжетной линии или идеи позволяет исследователям творчества Высоцкого называть её «бессюжетной» и «бесфабульной». Песня, текст которой был написан в 1966 году, а окончательный вариант музыкального сопровождения подобран в начале 1967 года, оставалась одной из самых исполняемых в концертной деятельности автора, особенно часто завершая его выступления.

## Структура
А у дельфина

Взрезано брюхо винтом!

Выстрела в спину

Не ожидает никто.

На батарее

Нету снарядов уже.

Надо быстрее

На вираже!

Парус! Порвали парус!

Каюсь! Каюсь! Каюсь!
Текст состоит из трёх куплетов-восьмистиший, каждое из которых сопровождается повторяющимся двустрочным припевом. Куплеты написаны трёхстопным дактилем, припев — хореем, музыкальный размер, в котором исполняется песня, — 2
4. Высота тона строк постепенно повышается к концу каждого куплета, наивысшей точки достигая в рефрене. В песне отсутствует сюжет, её компоненты объединены только настроением. Автор «Паруса», отвечая на вопрос, как была создана эта песня, объяснял: «я хотел попробовать, как будет звучать песня, если нет сюжета…, можно ли на одном настроении зажечь зал. Песня „Парус“ — это набор беспокойных фраз».
В песне упоминаются дельфин со вспоротым брюхом, выстрел в спину, закончившиеся боеприпасы, боевой дозор без встречи с врагом, скрип дверных петель, лежащие на дне части света и горящие континенты — как поёт автор, «всё это — не по мне!». Каждый куплет заканчивается троекратным рефреном «Каюсь!»

## Создание, исполнение и публикация
Высоцкий определял жанр песни как «эксперимент», призванный ответить на вопрос о потенциале песни без сюжета, в то же время не соглашаясь с мнением, что это абстрактное произведение: 
Это — о нашей причастности и ответственности за все, что происходит в нашей жизни, в мире этом. На всем таком маленьком земном шаре.
Согласно биографу Высоцкого Виктору Бакину, первоначально песня сочинялась для фильма «Особое мнение», но в этой ленте она не прозвучала (по собранным высоцковедом Марком Цыбульским данным, для этого фильма снимался, но не вошёл в окончательный вариант эпизод, где Высоцкий поёт другую песню — «Спасите наши души»).
Текст песни (согласно А. В. Кулагину, в свою очередь ссылающемуся на текстолога А. Е. Крылова) был написан Высоцким не позднее 28 октября 1966 года, а окончательный вариант мелодии подобран в январе 1967 года. В том же году авторское исполнение песни вошло в документальный кинофильм «Срочно требуется песня» (Ленинградская студия кинохроники, режиссёр Станислав Чаплин), исследовавший причины популярности в СССР бардовской песни. Исполнение было записано в фойе Театра на Таганке.
В индексе фонограмм Владимира Высоцкого перечислены более 160 записей песни, самая ранняя из которых («Москва, ДК ЦНИИС») датируется уже 26 октября 1966 года, а самые поздние — летними месяцами 1980 года. По количеству записей «Парус» входит в десятку наиболее часто исполнявшихся Высоцким произведений; подсчитано, что песня прозвучала примерно в 20 % всех концертов, которые автор дал после её написания. «Песней беспокойства» Высоцкий часто завершал концерты, в том числе в последние месяцы жизни.
В 1977 году песня (как «А у дельфина взрезано брюхо винтом…») была включена в первую серию сборника «Песни русских бардов» парижского издательства «YMCA-Press». Редактор сборника Владимир Аллой писал, что «наезжавший в Париж Володя Высоцкий очень радовался выходу Собрания» и заранее о нём знал. Однако Марк Цыбульский отмечает, что сам Высоцкий не принимал никакого участия в подготовке издания, в которое в итоге вошли старые, часто некачественные записи. В советской печати текст песни появился в 1987 году в № 8 журнала «Аврора». В серии альбомов «На концертах Владимира Высоцкого», выпускавшейся в конце 1980-х и начале 1990-х годов фирмой звукозаписи «Мелодия», «Парус» фигурирует дважды — на дисках под номерами 1 («Сентиментальный боксёр», 1987, запись 1967 года) и 11 («В поисках жанра», 1990, запись 1975 года). С 1990 года включается в собрания сочинений Высоцкого.

## Литературоведческий анализ

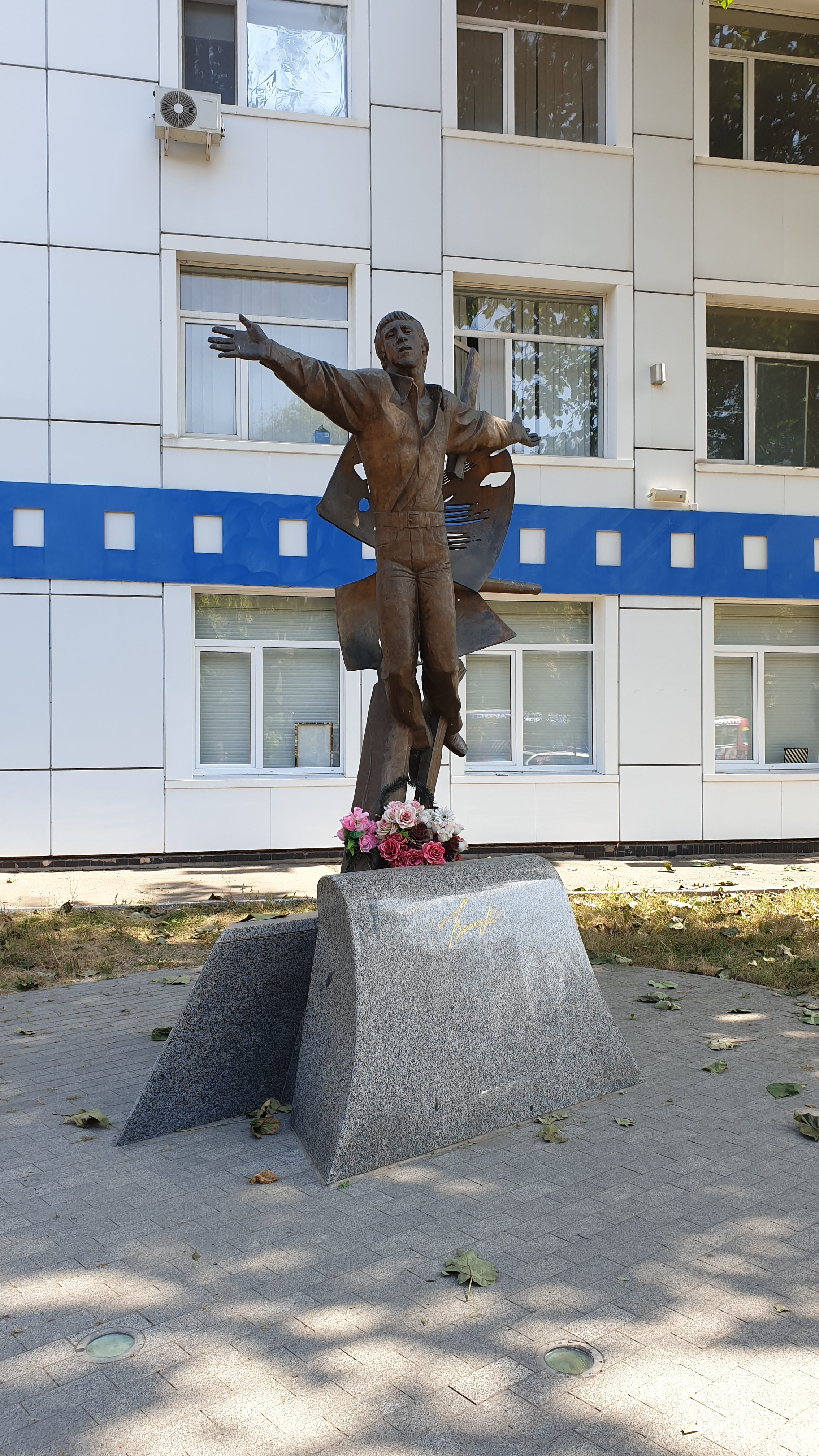
По словам скульптора Александра Князика, автора памятника Высоцкому в Одессе, «Основным мотивом послужила песня „Парус“»

На фоне большинства поэтических текстов Высоцкого, обладающих вполне связной фабулой, «бессюжетность» и «бесфабульность» «Паруса» сама по себе привлекает внимание высоцковедов. Отмечая, что текст написан «с абсолютно четкой установкой на разрушение фабульного начала», они рассматривают выразительные средства, используемые автором для достижения этой цели.
М. А. Перепелкин указывает, что несмотря на сохранение в тексте механизмов, обычно отвечающих за обеспечение фабульного начала, они оказываются нефункциональными, а фабула — фиктивной. Том Крафт называет такие несвязанные компоненты текста «микросюжетами», как будто вырезанными из более широких «макросюжетов»-сценариев, в других местах в тексте песни никак не присутствующих. Он очерчивает достаточно широкий диапазон тем, которые потенциально затрагиваются в таких макросюжетах, — война, идейная борьба, спорт или иные соревнования. Уже первое восьмистишие распадается на четыре независимых двустишия, не только разделённых синтаксически, но и полностью самостоятельных по смыслу. Как часто происходит у Высоцкого, слушателю без экспозиции сразу предлагается некая активная ситуация; однако если обычно автор задним числом помогает понять, как она возникла, то в «Парусе» второе двустишие — это уже «шаг в сторону» и связь между первым и вторым двустишиями — мнимая, поверхностная, завязанная на общее ощущение внешней угрозы. Это становится более ясным, когда третье двустишие снова задаёт новую ситуацию, и тоже уже в развитии. Как «брюхо» и «спина» в первом и втором двустишии, так и «выстрел» и «снаряды» во втором и третьем связываются исключительно ассоциативно, но не логически. Четвёртое же двустишие с третьим объединяет и вовсе только чувство быстро уходящего времени.
Второй куплет, как и первый, распадается на ряд мало- или несвязанных ситуаций (от трёх до четырёх, в зависимости от того, рассматривать ли завершающую строку как продолжение «пения» дверных петель). В каждой из них также при желании можно обнаружить ассоциации с элементами и этого куплета, и соседних (между врагом и выстрелом в спину, больной ногой и взрезанным брюхом, поющими петлями и поющими во сне, и так далее), но эти связи обычно надуманы и эфемерны. К концу второго куплета и припева, также описывающего не связанную с остальными ситуацию, слушатель, по выражению Перепелкина, «начинает подозревать, что, если какая-то связь между событиями в тексте есть, то эта связь лежит вне сферы очевидного и искать её нужно не внутри текста, а где-то за ним, между строк и над ними».
Подтверждение этих «подозрений» даёт заключительный куплет, более целостный, чем первые два, как структурно (сквозная двойная рифма АВАВАВАВ, в отличие от рифмовки только внутри первых и вторых катренов), так и лексически — четырежды повторённым местоимением «все»/«всё». Завершающие третий куплет строки «Только всё это — // Не по мне!» представляют собой, по мнению Перепелкина, отрицание «анти-жизни», «анти-бытия», авторское заявление, «что связь есть, но она другая, иная».

Бессюжетность песни ещё при жизни Высоцкого стала поводом для критики со стороны П. Л. Вайля и А. А. Гениса. В статье «Шампанское и политура» («Время и мы», декабрь 1978) они, признавая талант Высоцкого как поэта, в то же время сетовали на то, что наряду с «добротными» вещами в его творчестве много «штамповки в штурмовшину». Критики, выбрав для примера именно «Парус» с его многочисленными и не связанными между собой темами, спетыми с редкостной «страстью и значительностью», писали: 
А Высоцкий всё намекает, всё нагнетает и с такой, бывало, мощью, такой пушечной-по-воробьям силой что-нибудь эдакое особо пустяковое загнет, что, содрогнувшись и стряхнув мурашки, задумаешься: «А вдруг, а может?..» Нет, может, но не хочет.

Исследователи творчества Высоцкого находят в тексте «Паруса» интертекстуальные связи с произведениями других авторов. В частности, А. Кулагин указывает на возможную связь с творчеством Михаила Анчарова. Образы батареи, оставшейся без снарядов, и дверных петель, скрипящих «Вас здесь не ждут!», перекликаются, с его точки зрения, с песней 1963 года «Зерцало вод»: 
Утраты лет — они лишь звук
Погибших батарей.
Утраты лет — они лишь стук
Захлопнутых дверей.
 Ещё одна возможная связь, о которой упоминает Кулагин, — с анчаровской «Песней про радость» 1966 года, где в соседних строках упоминаются алый парус и «рваное знамя», которые у Высоцкого соединены в один образ — порванного паруса. Несмотря на близость дат создания произведений Анчарова и Высоцкого, исследователь полагает, что в силу близкого знакомства последний уже мог быть знаком с «Песней о радости» к моменту написания «Паруса».
А. В. Скобелев усматривает в «Парусе» параллели с книгой Джона Лилли «Человек и дельфин», которую Высоцкий упоминал в своей повести «Жизнь без сна». Предисловие С. Е. Клейненберга к русскому переводу книги, опубликованному в 1965 году, как и песня Высоцкого, начинается с гибели дельфина по прозвищу Опо Джек под корабельным винтом. Сам Лилли на протяжении книги часто сравнивает издаваемые дельфинами звуки со скрипом двери, а в одной из глав рассказывает, как дельфинов учат «петь». Образ «поющих» дверей, как указывает Скобелев, раскрыт в деталях в повести Гоголя «Старосветские помещики».